# Bernhard Villinger
Bernhard Villinger (* 13. Dezember 1889 in Mannheim; † 12. Februar 1967 in Freiburg im Breisgau) war ein deutscher Arzt, Standespolitiker, Bergsteiger, Skifahrer, Filmproduzent, Regisseur, Aufnahmeleiter, Drehbuchautor, Filmdarsteller und Arktisforscher.

## Leben

### Familie
Er war Sohn des römisch-katholischen Kaufmanns Adolf Villinger (1854–1915) und dessen Ehefrau Wilhelmine (1859–1940), geborene Rogg, der Tochter eines Bierbrauers aus Lenzkirch. Beide unterhielten in Mannheim ein angesehenes Haushaltswarengeschäft. Bernhard Villinger hatte vier Geschwister.
Im Jahr 1918 heiratete er in Freudenstadt die aus Schramberg stammende Arzttochter Martha (1895–1981), geborene Haerle. Aus dieser Ehe gingen zwei Töchter hervor.

### Schule und Studium
Zwischen 1895 und 1908 besuchte er in Mannheim die Volksschule und das humanistische Großherzogliche Gymnasium, an dem er die Reifeprüfung ablegte. Danach leistete er bis 1909 als Einjährig-Freiwilliger bei dem in München am Oberwiesenfeld stationierten Königlich Bayerischen 2. Infanterie-Regiment „Kronprinz“ seinen Militärdienst. Von 1910 bis 1914 studierte Villinger an der Albrecht-Ludwigs-Universität in Freiburg im Breisgau Medizin, wo er nach dem Ersten Weltkrieg im Jahr 1919 bei Carl Noeggerath promoviert wurde.

### Sportliches Engagement
Schon als Student zählte Villinger zu den Mitgliedern des von Aktiven des Freiburger FC begründeten Akademischen Ski-Clubs Freiburg im Breisgau, zu dessen Vorstand er gewählt wurde. Er hatte sich aus Freude an sportlichen Experimenten und Abenteuerlust für den Skisport begeistert, auch aus Abneigung gegen schlagende Studentenverbindungen. Bis etwa 1914 war Villinger mehrfach bei den Internationalen Skimeisterschaften am Holmenkollen bei Kristiania erfolgreich. Zusammen mit Odo Deodatus Tauern gründete er im Herbst 1922 auf dem Feldberg im Schwarzwald eine Ortsgruppe des Ski-Clubs Schwarzwald.

### Weitere Entwicklung
Als im Frühjahr 1912 bekannt wurde, dass Roald Amundsen 1911 als erster Mensch den Südpol erreicht hatte, beschloss Villinger, an einer Expedition in die Arktis teilzunehmen. Der 24-jährige Villinger schloss sich im Sommer 1913 zusammen mit den beiden Freiburgern Sepp Allgeier und Rudolf Biehler (Deutscher Meister Nordische Kombination 1909) sowie dem aus Schweinfurt stammenden Gerhard Graetz (1890–1977) der von dem in Frankfurt am Main ansässigen Polarforscher Theodor Lerner initiierten und geleiteten Hilfsexpedition an, um die auf Spitzbergen vermisste Expedition von Herbert Schröder-Stranz aufzufinden. Dabei unternahmen sie von ihrem Schiff Løvenskiold aus zwei 60-tägige Expeditionen mit Schlittenhunden, um den Verbleib der Gesuchten zu erkunden, letztlich ergebnislos. Als Kandidat der Medizin erschien Villinger dabei als geeignet, mehr als nur Erste Hilfe zu leisten. Das Expeditionsziel schlug fehl, aber Villinger übernahm die Regie des zusammen mit dem 18-jährigen Allgeier realisierten Dokumentarfilms Die Tragödie der Schröder-Stranz-Expedition.
Während des Ersten Weltkrieges wurde Villinger als Kandidat der Medizin zunächst als Feldunterarzt eingesetzt, später als Assistenzarzt. Er war zunächst im 2. Feldlazarett des XIV. Armee-Korps tätig, ab Juni 1915 beim 4. Badischen Infanterie-Regiment „Prinz Wilhelm“ Nr. 112 in der Champagne sowie bei den während des Kriegsverlaufes aufgestellten Infanterie-Regimentern 470 und 363. Für die Vorbereitung seines im Januar 1916 abgelegten Staatsexamens hatte man ihn von der Westfront beurlaubt. Im November 1918 wurde er als Oberarzt der Reserve aus dem Militärdienst entlassen. Für seine Verdienste erhielt er mehrfach Auszeichnungen, so die silberne Verdienstmedaille am Bande, die Karl Friedrich-Militär-Verdienstmedaille, das Verdienstkreuz des Ordens vom Zähringer Löwen, den Militär-Karl-Friedrich-Verdienstorden und das Ritterkreuz des Ordens vom Zähringer Löwen.
Nach dem Krieg war Villinger zwischen 1919 und 1921 als niedergelassener praktischer Arzt in Schramberg tätig. Über die vom Akademischen Ski-Club Freiburg betriebene Skihütte, die Grüblehütte am Feldberg, kam er wieder in Kontakt zu seinem Freundeskreis. Als Skiläufer agierte er als Darsteller in Arnold Fancks Film Das Wunder des Schneeschuhs (1919/1920), bei dem sein Freund Allgeier virtuos die Kamera führte. Auch an dessen zweitem Teil Eine Fuchsjagd auf Skiern durchs Engadin (1921/22) beteiligte sich Villinger als Skiläufer. Neben Allgeier war Villinger derjenige, der dank beachtlicher körperlicher Kraft rettend eingreifen konnte, wenn jemand ins Seil stürzte.

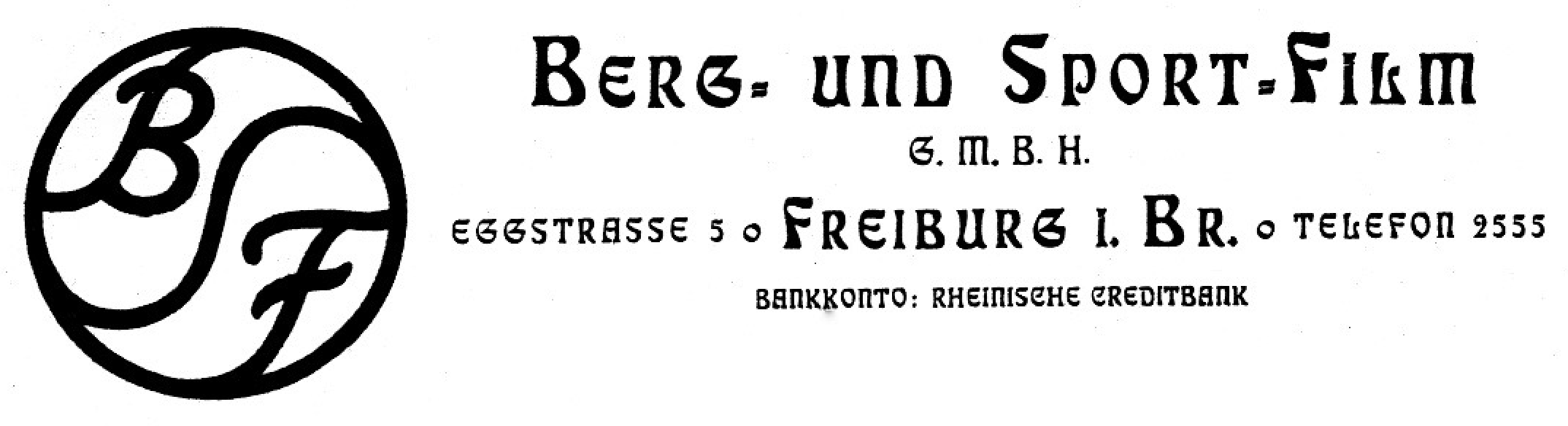
Briefkopf mit Bildmarke der Berg- und Sport-Film G.m.b.H., 1920er Jahre

Im Jahr 1921 trat Villinger als Gesellschafter in die im Vorjahr auf Initiative von Odo Deodatus I. Tauern mit Arnold Fanck in Freiburg neu gegründete Filmproduktionsfirma Berg- und Sport-Film G.m.b.H. ein. Die Hyperinflation setzte diesen Aktivitäten ein vorzeitiges Ende. Villinger blieb dem Skifahren und den Bergen treu, hielt Vorträge über seine Expeditionen und Bergtouren.
Von März bis Oktober 1926 war Villinger an einer Arktis-Expedition im Auftrag der UFA nach Spitzbergen und Grönland beteiligt, an der auch Sepp Allgeier, Richard Angst und Albert Benitz als Kameraleute teilnahmen, außerdem der Bruder von May Bellinghausen, Harry. Bei dem dabei entstandenen Stummfilm Milak, der Grönlandjäger, der 1928 in Berlins Mozartsaal uraufgeführt wurde, führte Villinger zusammen mit Georgi Asagarow die Regie. Während der Dreharbeiten auf Spitzbergen erkrankte einer der Darsteller, der Kunstmaler Waldemar Coste, an einer Appendizitis. Villinger operierte ihn  zweimal unter primitivsten Umständen und rettete ihm das Leben.
In den Jahren 1927 bis 1932 war Villinger Mitglied des international besetzten Forschungsrates der 1924 gegründeten Aeroarctic – Internationale Studiengesellschaft zur Erforschung der Arktis mit dem Luftschiff mit Sitz in Berlin. Während dieser Zeit besuchte er 1929 einen Kongress zu Meteorologie und Physik des Geophysikalischen Zentralobservatoriums in Leningrad.
Unter Leitung des Australiers Hubert Wilkins und des Norwegers Harald Ulrik Sverdrup beteiligte sich Villinger 1931 als Arzt und Wissenschaftler an der öffentlichkeitswirksamen Nautilus-Expedition zum Nordpol, die allerdings aufgrund technischer Probleme nur teilweise erfolgreich war. Villingers Aufgabe an Bord des U-Bootes waren physikalische Schweremessungen.
Ab 1933 war Villinger in Freiburg im Breisgau als praktischer Arzt und Geburtshelfer in der Schwarzwaldstraße 4 niedergelassen und betrieb daneben eine Fabrikation chemotherapeutischer Präparate in der Starkenstraße 15. Der Aufbau einer Praxis erwies sich zu dieser Zeit jedoch als schwierig, so dass er sich darum bemühte, eine Zulassung zu erhalten, um die zum Reichsarbeitsdienst einzuziehenden jungen Männer untersuchen zu können. Um eine Chance dafür zu bekommen, trat er in die NSDAP ein.
Von 1936 bis 1944 war er Präsident des Freiburger FC. Der 50-jährige Villinger war enttäuscht, als er 1940 anlässlich des Unternehmens Weserübung nicht von der Wehrmacht einberufen wurde, um seine Expertise für Norwegen mit einbringen zu können. Erst in den letzten Monaten des Zweiten Weltkrieges wurde er als Arzt zum Volkssturm im Elsass dienstverpflichtet.
Nach seiner Entnazifizierung durch die Spruchkammer Südbaden nahm er seine Praxistätigkeit wieder auf, wobei ihm bald seine beiden Töchter helfen konnten, die ebenfalls Medizin studiert hatten. In der Ärztekammer Südbaden engagierte er sich für eine Alterssicherung seiner Standeskollegen.
Von 1957 bis 1963 war er Präsident der Landesärztekammer Baden-Württemberg. 1959 wurde er mit dem Großen Verdienstkreuz des Verdienstordens ausgezeichnet und in den Geschäftsführenden Vorstand der Bundesärztekammer gewählt. Der Deutsche Ärztetag ehrte 1965 Villinger mit der Paracelsus-Medaille.
Mitte der 1960er Jahre litt Villinger an einem Darmleiden, das zu Darmkrebs führte. Er verstarb im Alter von 77 Jahren.

## Veröffentlichungen
- Beitrag zur Kasuistik des Scharlachs im frühen Säuglingsalter an Hand eines Scharlachfalles bei einem 3 1/2 Monate alten Kinde. Inaugural-Dissertation. Freiburg 1919.
- als Hrsg.: Meister des Schneeschuhs – ihr Leben, ihr Training, ihre Erfolge (= Fremdland – Fremdvolk. Band 2). A. Marquardt, Heilbronn 1928.
- Die Arktis ruft. Mit Hundeschlitten und Kamera durch Spitzbergen und Grönland. Herder, Freiburg im Breisgau 1929.
- mit Henry C. Stetson: Scientific results of the Nautilus-Expedition 1931 under the command of Capt. Sir Hubert Wilkins. Institute of technology, Cambridge (Mass.) 1933.

## Filmografie
- 1913: Die Tragödie der Schröder-Stranz-Expedition (Regie)
- 1919/20: Das Wunder des Schneeschuhs (Darsteller)
- 1921/22: Das Wunder des Schneeschuhs, 2. Teil Eine Fuchsjagd auf Skiern durchs Engadin (Darsteller)
- 1922: Pömperlis Kampf mit dem Schneeschuh (Darsteller)
- 1922: Die deutschen Kampfspiele 1922 (Aufnahmeleitung)
- 1923: Das Herz des Menschen (Regie)
- 1926/27: Milak, der Grönlandjäger (Drehbuch, Regie)[26]

## Funktionen
- um 1913: Vorsitzender des Akademischen Ski-Clubs Freiburg im Breisgau
- 1936–1944: Vorsitzender des Freiburger FC[27]
- 1956–1963: Präsident der Landesärztekammer Baden-Württemberg
- ab 1959: Mitglied des Geschäftsführenden Vorstandes der Bundesärztekammer

## Ehrungen
- 1959 – Großes Verdienstkreuz des Verdienstordens[3]
- 1965 – Paracelsus-Medaille des Deutschen Ärztetages[25]

## Mitgliedschaften
- Akademischer Ski-Club, Freiburg im Breisgau[4]
- Forschungsrat der Aeroarctic – Internationale Studiengesellschaft, Berlin[3]
- NSDAP[2]
- Landesärztekammer Baden-Württemberg[24]